# Nhà hát Ba Lan ở Szczecin

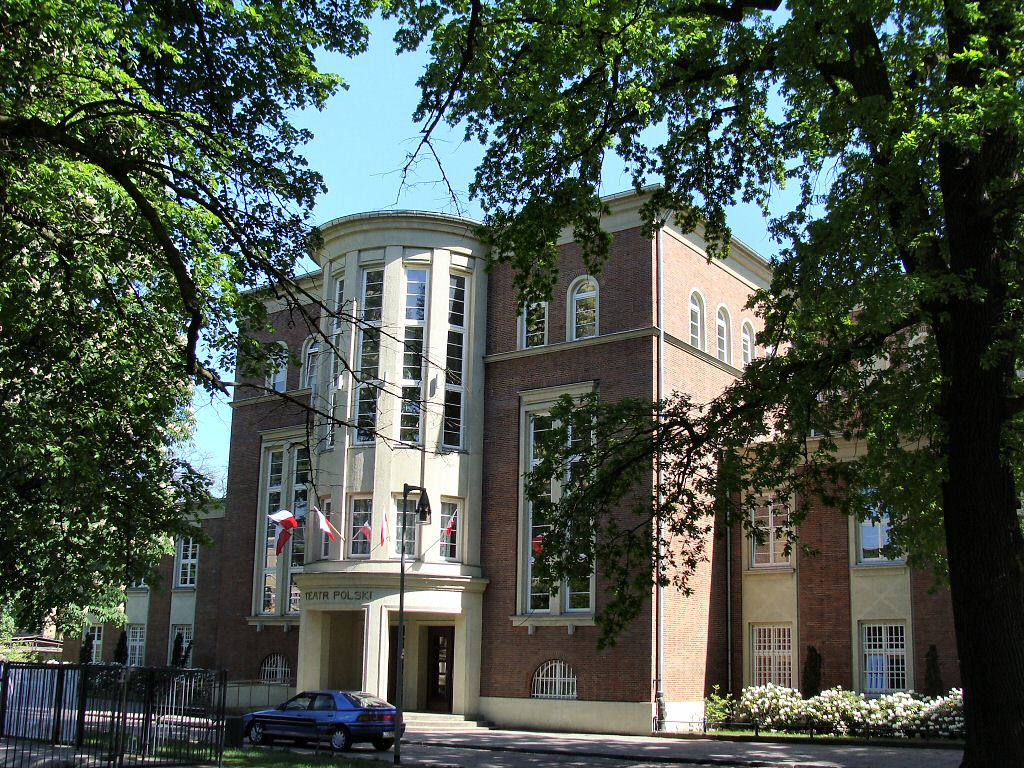
Nhà hát Ba Lan ở Szczecin (2009)

Nhà hát Ba Lan ở Szczecin (tiếng Ba Lan: Teatr Polski w Szczecinie) là một nhà hát kịch ở Szczecin, Ba Lan. Tiết mục chính là các vở kịch sân khấu kinh điển của Ba Lan và nước ngoài. Ngoài ra, trên áp phích của nhà hát cũng xuất hiện nhiều vở kịch nổi tiếng của các tác giả đương đại. Tại Nhà hát, các buổi biểu diễn âm nhạc và chương trình diễn hài được đông đảo khán giả đón nhận.
Nhà hát Ba Lan ở Szczecin được thành lập vào năm 1946. Hiện nay, Nhà hát có ba sân khấu: Sân khấu lớn (311 chỗ ngồi), Sân khấu nhỏ (120 chỗ) và Sân khấu tạp kỹ (80 chỗ ngồi).

## Diễn viên sân khấu nổi tiếng
Dưới đây liệt kê một số diễn viên sân khấu và diễn viên điện ảnh nổi tiếng từng đóng góp cho Nhà hát Ba Lan ở Szczecin:
- Mieczysław Czechowicz (1950-1951)
- Ryszard Pietruski (1950-1955)
- Wojciech Siemion (1950-1951)
- Aleksander Fogiel (1951-1959)
- Krzysztof Chamiec (1951-1952 và 1955-1957)
- Roman Kłosowski (1953-1955)
- Andrzej Kopiczyński (1963-1970)
- Henryk Talar (1969-1970)
- Jerzy Rogalski (1974-1975)
- Edward Żentara (1998-2001)

## Tham quan nhà hát
Bên cạnh việc thưởng thức những tiết mục xuất sắc của các diễn viên sân khấu, khán giả còn có cơ hội tham quan Nhà hát Ba Lan ở Szczecin từ phía sau hậu trường.
Trong quá trình tham quan, chính các diễn viên của Nhà hát đóng vai trò là hướng dẫn viên. Điều này mang lại sự gần gũi, thân mật hơn cho người tham quan trong khi tìm hiểu về những giai thoại, hoạt động cũng như chương trình nghệ thuật nổi bật của Nhà hát. 
- Thời gian tham quan: khoảng 45 phút.
- Lịch tham quan: từ Thứ Hai đến Thứ Sáu - từ 9 giờ sáng đến 3 giờ chiều.
- Quy mô nhóm: từ 15 đến 25 người.